# Lipper Höhen
Die Lipper Höhen sind eine sich nördlich an das Mittlere Lippetal der Lippe anschließende, ackergeprägte, offene Kultur-Hügellandschaft im südlichen Münsterland und im nordöstlichen Ruhrgebiet. Die Landschaft ist naturräumlich Teil des Kernmünsterlandes. In der maximal 117 m hohen, in West-Ost-Richtung bis 35 km breiten und rund 234 km² großen Landschaft finden sich Waldgebiete, vorherrschend ist jedoch die landwirtschaftliche Nutzung.

## Lage und Grenzen
Die Lipper Höhen erstrecken sich von Olfen (Kreis Coesfeld) im Westen bis vor Ahlen (Kreis Warendorf) im Osten. Im Süden wird der Höhenzug durch die Lippe bei Lünen, Werne (beide Kreis Unna) und Hamm begrenzt, nach Norden reicht er bis Nordkirchen (Kreis Coesfeld, westlicher Norden) und Drensteinfurt-Walstedde (Kreis Warendorf, östlicher Norden).
Südlich der Lippe steht den Lipper Höhen das maximal 100 m hohe Kamener Hügelland im Nordwesten der Hellwegbörden gegenüber.
Nach Westen laufen die Höhen zwischen Lippe und Stever aus. Im Südosten des Westmünsterlandes schließt sich hier jenseits der Lippe im Südwesten die bis 154 m hohe Haard an, jenseits der Stever im Nordwesten die bis 133 m hohen Borkenberge.

## Naturräumliche Gliederung
Die Lipper Höhen gliedern sich wie folgt:
- zu 541 Kernmünsterland
  - 541.5 Lipper Höhen
    - 541.50 Cappenberger Höhen
    - 541.51 Südkirchener Hügelland
    - 541.52 Werner Berg- und Hügelland

Die bis 112 m hohen Cappenberger Höhen um Selm-Cappenberg nebst Schloss und Wald liegen nördlich der Lippe bei Lünen und ziehen sich nach Nordwesten bis Selm, in einem schmaleren Rücken sogar bis Olfen.
Nordöstlich schließt sich, nördlich der Lippe zwischen Werne und Hamm und nach Norden bis Ascheberg-Herbern und Drensteinfurt-Walstedde reichend, das bis 117 m hohe Werner Berg- und Hügelland an.
Nach Norden gehen die Cappenberger Höhen in das flachwelligere Südkirchener Hügelland um Nordkirchen-Südkirchen über.

## Erhebungen
Zu den höchsten und wichtigsten Erhebungen des Lipper Berglandes zählen:
- Namenlose Anhöhe beim Gehöft Harbeck im äußersten Südosten des Kreises Coesfeld und der Gemeinde Ascheberg sowie der Gemarkung Herbern, nah der Grenze zu Werne (Kreis Unna, südwestlich) und Hamm (südöstlich) an der Rhein-Ems-Wasserscheide (Lage) – 116,9 m; Werner Berg- und Hügelland
- Schlossberg Cappenberg (mit Schloss Cappenberg) – ca. 113 m;[5] Cappenberger Höhen
- Weinberg (unmittelbar nordwestlich von Schloss Cappenberg) – 111,9 m; Cappenberger Höhen